# 汪嘉會
汪嘉會（？—？），字亨夫，浙江開化縣人，明朝政治人物。

## 生平
正德十六年（1521年）辛巳科進士。授刑部主事，參與大禮議左順門事件，后升任刑部郎中。